# Хонсьно-Друге
Хонсьно-Друге (пол. Chąśno Drugie) — село в Польщі, у гміні Хонсно Ловицького повіту Лодзинського воєводства.
Населення — 245 осіб (2011).
У 1975-1998 роках село належало до Скерневицького воєводства.

## Демографія
Демографічна структура станом на 31 березня 2011 року:
|          | Загалом | Допрацездатний вік | Працездатний вік | Постпрацездатний вік |
| -------- | ------- | ------------------ | ---------------- | -------------------- |
| Чоловіки | 126     | 37                 | 71               | 18                   |
| Жінки    | 119     | 20                 | 62               | 37                   |
| Разом    | 245     | 57                 | 133              | 55                   |